# Заболотье (Черниговская область)
Заболо́тье (укр. Заболоття) — село, расположенное на территории Бахмачского района Черниговской области (Украина).
Население составляет 41 житель (2006 год). Плотность населения — 872,34 чел/кв.км.
Впервые упоминается в 1740 году.
Средняя высота населённого пункта — 144 м над уровнем моря. Село находится в зоне умеренно континентального климата.
Национальный состав представлен преимущественно украинцами, конфессиональный состав — христианами.